# Csonttemető
A Csonttemető (eredeti cím: Boneyard) 2024-ben bemutatott amerikai bűnügyi film, amelyet Vincent E. McDaniel, Asif Akbar, Hank Byrd és Koji Steven Sakai forgatókönyvéből Asif Akbar rendezett. A főbb szerepekben Mel Gibson, 50 Cent és Brian Van Holt látható. A film a West Mesa gyilkosságokon alapul.
A Csonttemető 2024. június 5-én jelent meg az Egyesült Államokban, július 2-án pedig a Video on Demand kínálatba. Magyarországon a Mozi+ mutatta be 2024. október 13-án.

## Cselekmény
Egy FBI ügynök (Gibson) és az albuquerque-i rendőrfőnök (Jackson) egy sorozatgyilkosra vadászik, akit „A csontgyűjtő” néven ismernek, de a főnök attól tart, hogy a gyilkos valójában az egyik saját tisztje.

## Szereplők
| Szerep                   | Színész               | Magyar hang    |
| ------------------------ | --------------------- | -------------- |
| Petrovick ügynök         | Mel Gibson            | Kőszegi Ákos   |
| Carter rendőrfőnök       | 50 Cent               | Galambos Péter |
| Ortega nyomozó           | Brian Van Holt        | Kardos Róbert  |
| Young nyomozó            | Nora Zehetner         | Molnár Ilona   |
| Selena                   | Gabrielle Haugh       |                |
| Caesar Monto             | Weston Cage           |                |
| Diane Cross              | Spice Williams-Crosby |                |
| Womack különleges ügynök | Gail O’Grady          | Bertalan Ágnes |

### Magyar változat
- Főcím: Korbuly Péter
- Hangmérnök és vágó: Csaba Tamás
- Szinkronrendező: Csorba Éva

A szinkront a Syncton Stúdió készítette el.

## A film készítése
A forgatás 2023-ban kezdődött Las Vegasban. A filmet a Lions Gate Entertainment forgalmazta.